# Debra Berger
Debra Berger (née le 17 mars 1957) est une actrice américaine ayant joué aussi sous les pseudonymes de Debby Berger ou Deborah Berger.

## Biographie
Son père, l'acteur William Berger, est né à Innsbruck en 1928. 
Elle est la demi-soeur de Katya Berger. 
Elle a eu deux fils du prince Alessandro Ruspoli : 
- Tao Ruspoli (en) (7 novembre 1975) ;
- Bartolomeo (6 octobre 1978).

## Filmographie

### Cinéma
- 1974 : Terminal
- 1974 : La Merveilleuse Visite : Déliah (comme Deborah Berger)
- 1975 : Rosebud d'Otto Preminger : Gertrude
- 1975 : Parapsycho - Spektrum der Angst : Debbie
- 1976 : Né pour l'enfer (Born for Hell) : Bridget (comme Debby Berger)
- 1976 : Black Emanuelle en Orient (Emanuelle Nera: Orient reportage) : Debra
- 1978 : Une poignée de salopards (Quel maledetto treno blindato) : Nicole
- 1982 : Nana : Le désir : Satin
- 1986 : Campus (film, 1986) (Dangerously Close ) : Ms. Hoffman
- 1986 : L'invasion vient de Mars (Invaders from Mars) : Caporal Walker
- 1986 : Lightning, l'Étalon blanc (Lightning, the White Stallion) de William A. Levey : Lili Castle
- 1986 : Paiement cash (52 Pick-Up) : La femme d'O'Boyle
- 1988 : B.O.R.N. : Dr O'Neil

### Télévision
- 1973 : Hawaï police d'État (Hawaii Five-O) (Série TV) : Michi
- 1977 : Una devastante voglia di vincere (Série TV)
- 1986 : Les Feux de l'amour (The Young and the Restless) (Série TV) : Georgette